# Liste des pièces de collection du Vatican en euro
Une pièce de collection du Vatican en euro est une pièce de monnaie libellée en euro et émise par le Vatican mais qui n'est pas destinée à circuler.  Elle est principalement destinée aux collectionneurs.
L'IPZS (Rome) frappe les pièces pour la Cité du Vatican.
- 5 euro en argent - titre : 0,925 - poids : 18 g - diamètre : 32 mm
- 10 euro en argent - titre : 0,925 - poids : 22 g - diamètre : 34 mm
- 20 euro en or - titre : 0,917 - poids 6,0 g - diamètre : 21 mm
- 50 euro en or - titre : 0,917 - poids 15,0 g - diamètre : 28 mm

## Pièces de 5 euros
| - 2002 - L'Europa, un progetto di pace e fratellanza |  | |
|                                                      |  | - Sur l'avers figure le buste du pape Jean-Paul II, avec la légende JOANNES PAULUS II et ANNO XXIV - MMII. - Sur le revers, une allégorie de la fraternité, avec la légende CITTA'DEL VATICANO et la valeur faciale 5 EURO - Le texte +++TOTUS TUUS+++MMII est repris sur la tranche de la pièce. - La pièce a été réalisée par le sculpteur Paolo Borghi et le graveur Maria Angela Cassol - 10 000 exemplaires |

| - 2003 - Anno del Rosario, période d'octobre 2002 à octobre 2003 |  | |
|                                                                  |  | - Sur l'avers figure le buste du pape Jean-Paul II, avec la légende IOANNES PAULUS II et ANNO XXV - MMIII. - Sur le revers, une représentation de la madone de Pompéi, la vierge Marie tenant Jésus entourée de Saint Dominique et de Sainte Catherine, avec la légende CITTA'DEL VATICANO et la valeur faciale 5 EURO - La pièce a été réalisée par le sculpteur et graveur Roberto Mauri. - caractéristiques : titre en argent 925/1000, 32 mm, 18 g - 10 000 exemplaires |

| - 2004 - 150° Anniversario della proclamazione del Dogma dell'Immacolata Concezione |  | |
|                                                                                     |  | - cent cinquantième anniversaire de la proclamation du dogme de l'Immaculée Conception par la pape Pie IX en 1854 dans sa bulle Ineffabilis Deus - Sur l'avers figure les armes du Vatican, avec la légende JOANNES PAULUS II et ANNO XXVI - MMIV. - Sur le revers, la vierge, avec la légende CITTA'DEL VATICANO et la valeur faciale CINQUE EURO - La pièce a été réalisée par le sculpteur Amalia Mistichelli et le graveur Claudia Momoni. - 13 000 exemplaires |

- 2005 - vacance du siège pontifical entre le décès du pape Jean-Paul II (2 avril 2005) et l'élection du pape Benoît XVI (19 avril 2005), du sculpteur Daniela Longo et du graveur Claudia Momoni. 13 440 exemplaires.
- 2005 - Fin de la Seconde Guerre mondiale, du sculpteur Orietta Rossi et du graveur Luciana De Simoni. 13 000 exemplaires.

## Pièces de 10 euro
- 2002 - Non c'è pace senza giustizia. Non c'è giustizia senza perdono, du sculpteur Floriano Bodini et du graveur Ettore Lorenzo Frapiccini. 10 000 exemplaires.
- 2003 - vingt cinquième anniversaire du pontificat de Jean-Paul II
- 2004 - Giornata Mondiale della Pace 2004, du sculpteur Amalia Mistichelli et du graveur Carmela Colaneri. 13 000 exemplaires.
- 2005 - Anno Eucaristico, du sculpteur Guido Veroi et du graveur Claudia Momoni. 13 000 exemplaires.

## Pièces de 20 euro
- 2002 - Alle radici della fede - L'Arche de Noé (Genèse 7, 1-24), du sculpteur Floriano Bodini et du graveur Maria Angela Cassol. 2 800 exemplaires.
- 2003 - Alle radici della fede - Moïse sauvé des eaux, du sculpteur Floriano Bodini et du graveur Luciana De Simoni. 3 050 exemplaires.
- 2004 - Alle radici della Fede (III ed ultimo anno) - David et Goliath, du sculpteur Floriano Bodini et du graveur Luciana De Simoni. 2 800 exemplaires.
- 2005 - I Sacramenti dell'iniziazione cristiana (I anno), le baptême, des sculpteurs Guido Veroi et Daniela Fuscoet et du graveur Maria Angela Cassol. 3 046 exemplaires.

## Pièces de 50 euro
- 2002 - Alle radici della fede - Le sacrifice d'Abraham (Genèse, 22).du sculpteur Floriano Bodini et du graveur Maria Angela Cassol . 2 800 exemplaires.
- 2003 - Alle radici della fede - Les dix commandements, du sculpteur Floriano Bodini et du graveur Luciana De Simoni. 2 800 exemplaires.
- 2004 - Alle radici della Fede (III ed ultimo anno) - Le jugement de Salomon, du sculpteur Floriano Bodini et du graveur Luciana De Simoni. 3 050 exemplaires.
- 2005 - I Sacramenti dell'iniziazione cristiana (I anno), le baptême, des sculpteurs Guido Veroi et Daniela Fuscoet et du graveur Maria Angela Cassol. 3 044 exemplaires.